# Slagträ

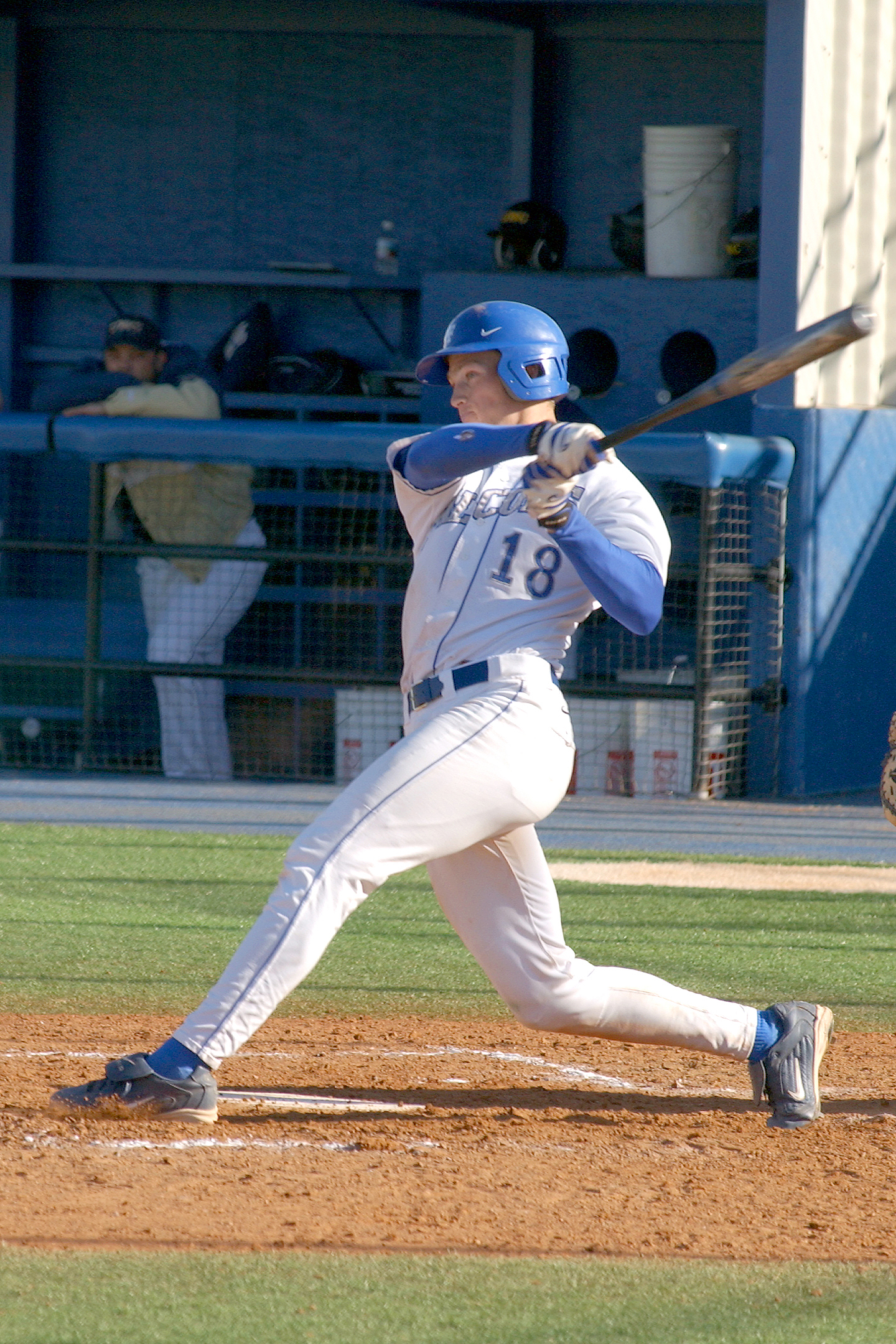
Basebollträ som används.

Slagträ eller bollträ är ett redskap av typen klubba. Det används av slagmannen i ett antal olika idrotter och lekar – inklusive baseboll, cricket, softboll och brännboll. 

## Baseboll
Inom amatörbasebollen används numera mest slagträn gjorda av metall, oftast av aluminium. Metallslagträn används bland annat av kostnadsskäl, då slagträn av trä lättare går sönder medan ett av metall håller mycket längre. Bollar slagna med metallslagträn når normalt sett längre. Eftersom ett slagträ gjort av trä är tyngre än ett gjort av aluminium blir farten i slagrörelsen lägre och därmed går inte bollen lika långt. Dessutom tillämpas den så kallade "trampolineffekten" i ett ihåligt slagträ av till exempel aluminium, vilket innebär att slagträt trycks ihop när det träffar bollen för att sedan expandera och på så sätt ge bollen extra fart.[källa behövs]
I den amerikanska professionella ligan Major League Baseball används enbart slagträn av trä. Från och med säsongen 2008 används enbart träslagträ i samtliga svenska basebollserier. Tidigare regel med träslagträ gällde enbart de två högsta divisionerna, elitserien och division 1, men numera används uteslutande träslagträ även i division 2. En anledning till att använda trä är säkerheten. Slår man en så kallad comebacker mot pitchern med ett slagträ av aluminium har pitchern mycket svårare att hinna reagera, och risken för att bli träffad och drabbas av allvarliga skador är större.